# Wojciech Gorczyca
Wojciech Gorczyca (ur. 10 lutego 1892 w Polekarcicach, pow. miechowskim, zm. po 1938) – polski rolnik, działacz społeczny i samorządowy, polityk, poseł na Sejm III i IV kadencji w II RP.

## Życiorys
Był synem Walentego i Marianny z domu Guzik. Ukończył gimnazjum, zdając maturę.
W czasie I wojny światowej walczył w 32 pułku piechoty armii austriackiej. W latach 1914–1915 uczył się w szkole oficerskiej, a w okresie 1915–1916 służył w plutonie miotaczy min. Został ciężko ranny i przebywał w szpitalu, w 1918 roku powrócił na front. Jesienią 1918 roku dostał się do niewoli rosyjskiej, na Syberii wstąpił do 5 Dywizji Syberyjskiej. Od listopada 1918 roku walczył ochotniczo w 5 pułku strzelców podhalańskich WP. W 1921 roku został przeniesiony do rezerwy, w marcu 1922 roku został powołany do służby czynnej w Batalionach Celnych, w kwietniu 1923 roku przeniesiono go do Straży Granicznej, później znów przeniesiony do rezerwy. 8 stycznia 1924 został zatwierdzony w stopniu porucznika ze starszeństwem z 1 czerwca 1919 i 3548. lokatą w korpusie oficerów rezerwy piechoty. Posiadał wówczas przydział w rezerwie do 5 Pułku Strzelców Podhalańskich w Przemyślu.
Po wojnie pracował jako rolnik w Polekarcicach (wtedy w powiecie miechowskim). Był członkiem Rady Powiatowej i Wydziału Powiatowego, Okręgowego Towarzystwa Organizacji i Kółek Rolniczych, radcą Izby Rolniczej w Kielcach oraz radnym powiatowym i gromadzkim. 
W Sejmie II kadencji w latach 1928–1930 był zastępcą posła z listy 1 w okręgu wyborczym nr 42 (Kraków-powiat). 
W wyborach parlamentarnych w 1930 roku został wybrany posłem na Sejm III kadencji (1930–1935) z listy państwowej z okręgu nr 42 (Kraków-powiat). Należał do klubu BBWR. Pracował w komisji reform rolnych.
W 1934 roku, jako oficer rezerwy, pozostawał w ewidencji Powiatowej Komendy Uzupełnień Kołomyja II. Posiadał przydział w rezerwie do 48 Pułku Piechoty w Stanisławowie.
W wyborach parlamentarnych w 1935 roku został ponownie wybrany posłem na Sejm IV kadencji (1935–1938) 25 248 głosami z okręgu nr 28 obejmującego powiaty: jędrzejowski, miechowski i pińczowski. W kadencji tej pracował w komisjach: prawniczej, regulacyjnej, rolnej (1935–1936) i skarbowej (1937–1938).
W wyborach do Sejmu w 1938 roku kandydował w tym samym okręgu wyborczym (nr 28), ale nie dostał się do Sejmu.
Jego losy po 1938 roku są nieznane.

## Ordery i odznaczenia
- Krzyż Niepodległości
- Złoty Krzyż Zasługi (4 września 1937)[6]
- Brązowy Krzyż Zasługi (15 kwietnia 1929)[7]